# Imugana pompiliformis
Imugana pompiliformis är en tvåvingeart som beskrevs av Günther Enderlein 1937. Imugana pompiliformis ingår i släktet Imugana och familjen bredmunsflugor. Inga underarter finns listade i Catalogue of Life.